# خورين أوغانيسيان
خورين جيورجيفيتش أوغانيسيان ، من مواليد 10 يناير 1955 ، لاعب كرة قدم سوفييتي سابق.
لعب مع منتخب الاتحاد السوفييتي لكرة القدم.
وبعد اعتزاله دخل سلك التدريب وخاصة الأندية اللبنانية وأبرزها الهومنتمن اللبناني في التسعينيات

## روابط خارجية
- خورين أوغانيسيان على موقع الاتحاد الدولي (مؤرشف)  (الإنجليزية)
- خورين أوغانيسيان على موقع قاعدة بيانات كرة القدم.إي يو (الإنجليزية)
- خورين أوغانيسيان على موقع ناشيونال فوتبول تيمز (الإنجليزية)
- خورين أوغانيسيان على موقع عالم كرة القدم.نت (الإنجليزية)
- خورين أوغانيسيان على موقع اللجنة الأولمبية الدولية (الإنجليزية)
- خورين أوغانيسيان على موقع أوليمبيديا (الإنجليزية)